# Cecilie Redisch Kvamme
Cecilie Redisch Kvamme  est une footballeuse norvégienne, née le 9 novembre 1995, évoluant au poste de défenseur. Elle joue avec le club norvégien de Brann Bergen.

## Biographie
Après avoir joué pendant 6 ans dans les différentes équipes de jeunes, elle a obtenu sa première sélection le 22 janvier 2019 lors d'un match contre le Canada. Le 2 mai 2019, elle est appelée pour la Coupe du monde 2019.